# John Wilkinson (Tontechniker)
John K. Wilkinson (* 13. April 1920 in Hartford, Connecticut; † 28. April 2002 in Los Angeles, Kalifornien) war ein US-amerikanischer Toningenieur, der 1987 einen Oscar gewann und für zwei weitere nominiert war.

## Leben
Wilkinson war nach seinem Studium mehrere Jahre im technischen Bereich tätig. Nachdem er an der Yale University in den Bereichen Entwicklung und Konstruktion promoviert worden war, zog es ihn nach Hollywood, wo er sich dem Ton zuwandte und seine erste Arbeit im Sound-Team des Films Der Koloss von New York (The Colossus of New York, 1958) ablieferte.
Wilkinson hatte sein Berufsfeld gefunden und war in den folgenden Jahren in viele Film- und Fernsehproduktionen eingebunden, so beispielsweise die Western-Serien Bonanza und The Rebel. Bei den Spielfilmen, an denen er mitwirkte, sind besonders hervorzuheben  Frühstück bei Tiffany (1961),  Chinatown (1974), Der Marathon-Mann (1976), Schwarzer Sonntag (1977), Saturday Night Fever (1977), Der Himmel soll warten (1978), In der Glut des Südens (1978), Outland – Planet der Verdammten (1981) und Wall Street (1987). Für das Kriegsfilmdrama Platoon wurde Wilkinson 1987 zusammen mit Charles Grenzbach, Simon Kaye und Richard D. Rogers mit einem Oscar ausgezeichnet. Eine Oscarnominierung in der Kategorie „Bester Ton“ gab es 1979 zusammen mit Robert W. Glass junior, John T. Reitz und Barry Thomas für das Filmdrama In der Glut des Südens (Days of Heaven), wobei der Oscar an Richard Portman, William McCaughey, Aaron Rochin und C. Darin Knight und das Filmdrama Die durch die Hölle gehen (The Deer Hunter) ging. Bei der 1982 erfolgten Nominierung für den Oscar mussten Wilkinson, Robert W. Glass junior, Robin Gregory und Robert M. Thirlwell, die mit dem Science-Fiction-Film Outland – Planet der Verdammten (Outland) im Rennen waren, den Oscar Roy Charman, Gregg Landaker, Steve Maslow und Bill Varney und dem Abenteuerfilm Jäger des verlorenen Schatzes  (Raiders of the Lost Ark) überlassen.
Neben der Auszeichnung und Nominierung für den Oscar, wurde Wilkinson auch mehrfach für den renommierten Fernsehpreis Emmy nominiert. In seiner Filmografie werden mehr als 160 Filme gelistet, an denen er im Laufe seiner Karriere zwischen 1958 und 1992 mitwirkte.
Seine Erfahrungen am Mischpult gab er an zukünftige Kollegen wie zum Beispiel John T. Reitz weiter, der später einen Oscar für den Science-Fiction-Film Matrix gewinnen konnte und für den Katastrophenfilm Der Sturm eine Nominierung erhielt.
Bei seinem Tod hinterließ Wilkinson seine Frau Val Jean sowie einen Sohn und eine Tochter. Er starb 82-jährig an Herzversagen in seinem Haus in Südkalifornien.

## Filmografie (Auswahl)
- 1958: Der Koloss von New York (The Colossus of New York)
- 1960: Die Dame und der Killer (Heller in Pink Tights)
- 1960, 1961: Bonanza (Fernsehserie, 30 Folgen)
- 1961: The Rebel (Fernsehserie, 6 Folgen)
- 1961: Frühstück bei Tiffany
- 1963: Der Wildeste unter Tausend (Hud)
- 1964: Notlandung im Weltraum (Robinson Crusoe on Mars)
- 1965: Die Apachen (Apache Uprising)
- 1966: Der Mann, der zweimal lebte (Seconds)
- 1967: Chuka
- 1968: Der Verwegene (Will Penny)
- 1969: Pookie
- 1973: Hexenkessel (Mean Streets)
- 1974: Chinatown
- 1975: Straßen der Nacht (Hustle)
- 1976: Der Marathon-Mann (Marathon Man)
- 1977: Saturday Night Fever
- 1978: Der Himmel soll warten (Heaven Can Wait)
- 1979: Blutspur (Bloodline/Sidney Sheldon‘s Bloodline)
- 1980: Kleine Biester (Little Darlings)
- 1980: The Golden Moment: An Olympic Love Story (Fernsehfilm)
- 1981: Outland – Planet der Verdammten (Outland)
- 1982: Liebe hinter Gittern (Love Child)
- 1983: Dotterbart (Yellowbeard)
- 1986: Platoon
- 1987: Amerika (Fernseh-Miniserie)
- 1987: Wall Street
- 1988: Halloween IV – Michael Myers kehrt zurück (Halloween 4: The Return of Michael Myers)
- 1989: Tödliches Versteck (Hider in the House)
- 1990: Leon (Lionheart)
- 1990: Caroline? (Fernsehfilm)
- 1991: Verliebt in die Gefahr (Year of the Gun)
- 1992: Street Hunter – Eine gnadenlose Jagd (Rescue Me)

## Auszeichnungen (Auswahl)
- 1979: Nominierung für den BAFTA Award mit Saturday Night Fever
- 1979: nominiert für den Oscar mit In der Glut des Südens
- 1980: Nominierung für den Primetime Emmy mit The Golden Moment: An Olympic Love Story
- 1982: nominiert für den Oscar mit Outland – Planet der Verdammten
- 1987: Gewinner des Oscars mit Platoon
- 1987: Nominierung für den Primetime Emmy mit der Miniserie Amerika
- 1989: Nominierung für den Primetime Emmy mit Margaret Bourke-White (Miniserie)
- 1990: Nominierung für den Primetime Emmy mit Caroline? (Fernsehfilm)
- 1990: Nominierung für den AFI Award mit The Big Steal
- 1998: Nominierung für den AFI Award mit The Interview